# Saizenay
Saizenay település Franciaországban, Jura megyében. Lakosainak száma 99 fő (2022. január 1.). Saizenay Salins-les-Bains, Nans-sous-Sainte-Anne és Éternoz-Vallée-du-Lison községekkel határos.

## Népesség
A település népessége az elmúlt években az alábbi módon változott:
| Lakosok száma | 121  | 119  | 112  | 111  | 103  | 100  | 95   | 93   | 94   | 99   |
|               | 1968 | 1982 | 1990 | 2006 | 2013 | 2015 | 2017 | 2019 | 2020 | 2022 |